# ロバーツコーヒー
ロバーツコーヒー（Robert’s Coffee）は、フィンランドのコーヒーチェーン店。

## 概要

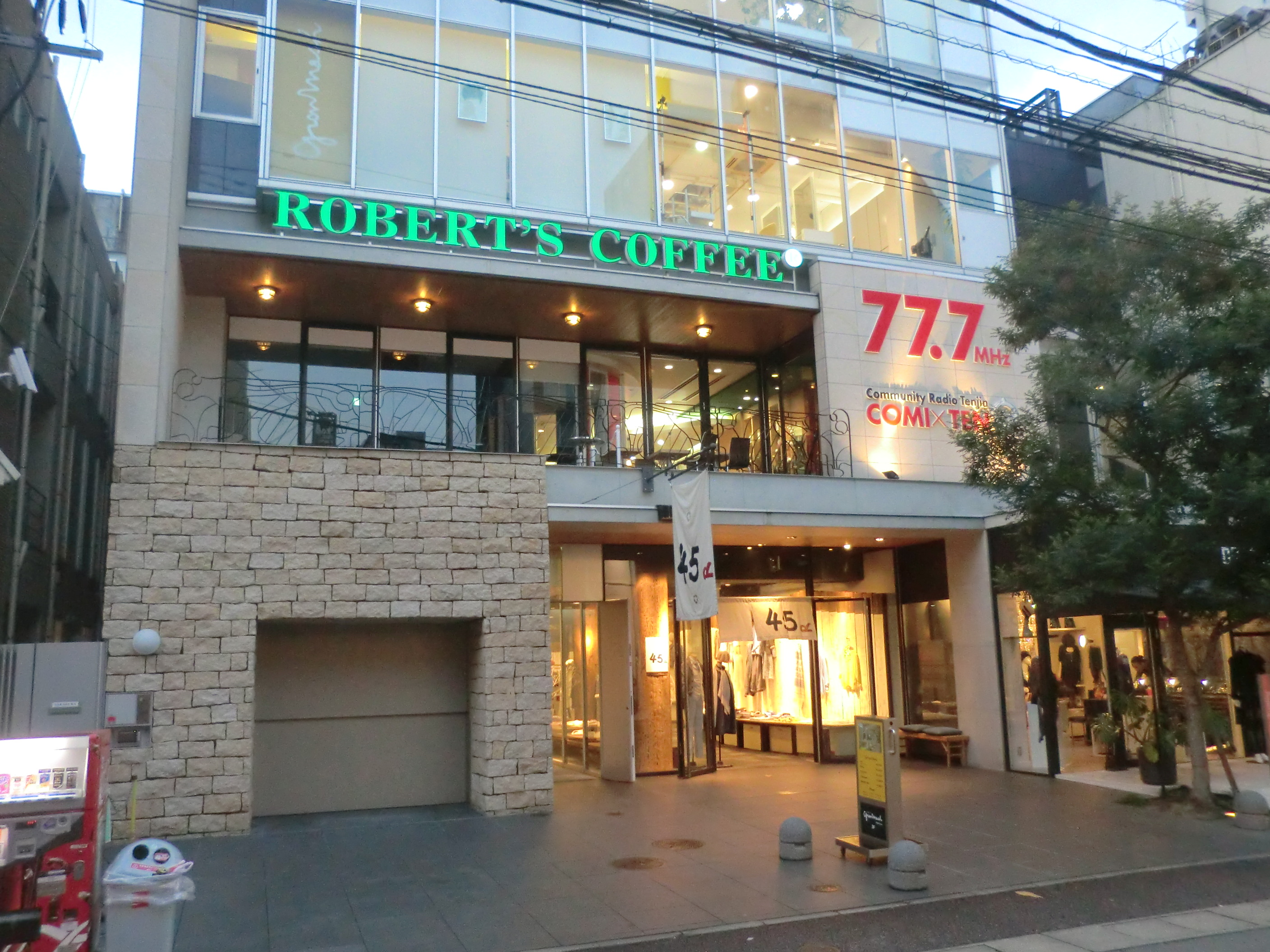
ロバーツコーヒー福岡大名

ロバーツコーヒーはフィンランドを代表する大手コーヒーショップである。フィンランド国内に44店舗があるほか、スウェーデン、デンマーク、エストニアなどの北欧諸国、トルコ、シンガポール（シンガポール・チャンギ国際空港）にも展開しており、国外に合わせて56店舗を展開している。日本では2012年12月21日に福岡県福岡市大名に1号店となる福岡店（正式名称は「ロバーツコーヒー福岡大名」）がオープンしている。今後はフランチャイズ方式で全国展開を目指しており、5年後に20店舗を目指す予定。
福岡店ではフィンランドの人気メニューが提供されるほか、大福など日本独自のメニューも存在している。店内は白と木目を基調とした内装になっており、フィンランドのライフスタイルに関する雑誌が置かれるなどフィンランドを感じられるように配慮がなされている。また店内にコミュニティFM放送局であるコミュニティラジオ天神（COMI×TEN）のスタジオが併設されており、2013年1月11日に開局している。
フィンランド人は日常からコーヒーをよく飲むため、コーヒーは優しい味になっているほか、コーヒーの果肉を使った胃に優しい「おなかコーヒー」というメニューも存在する。また、ロバーツコーヒーでは生産地からカフェまで繋がる持続可能なカフェ文化を作る事を目標としており、環境にも負担をかけないように配慮している。そのため通常は廃棄物となるコーヒーの果肉を再利用した石鹸やジュースといった製品も生産している。

## 歴史
創業者はロバート・パウリグである。彼の家は代々続くコーヒー一家であった。彼から7代前の先祖であるビュールストロムはフィンランドで初めてコーヒーを焙煎した人物で、ヘルシンキの市長も務めた。ロバートの祖父にあたるエドワード・パウリグは「ニッセン」というコーヒーショップを100店舗以上経営し、「フィンランドのコーヒー王」と呼ばれた。
パウリグは父のもとで修行を積み、ブラジルでコーヒーに関する基礎を身に付けた。あるときアメリカを旅していたパウリグはアメリカのカフェ文化に感銘を受けてフィンランドでカフェを始めることを決意し、1987年にヘルシンキの海沿いにある「ヴァンハ・サタマ」（元は倉庫で、現在は催し物等を行う施設）でロバーツコーヒーの1号店をオープンさせた。